# ブラック・カプリコーン・デイ
『ブラック・カプリコーン・デイ』 (Black Capricorn Day)は、1999年にリリースされたジャミロクワイの楽曲。

## 概要
- 日本でのみリリースされた。ジャミロクワイの全楽曲の中で、日本でだけ発売されたのは唯一このシングルのみである。
- ボーカルのジェイ・ケイがアルバム「シンクロナイズド」の中で一番気に入っている曲である[2](しかし商業的には「キャンド・ヒート」の方が売れた)。
- ケイが山羊座なのでカプリコーン(山羊座)と名付けた。
- 音楽的にはパーカッションを考慮し、ファンクとロックを組み合わせた曲にした(例えばワイルド・マグノリアスがやっているように)[3]。

## ミュージックビデオ
1985年の映画「アフター・アワーズ」をヒントにミュージックビデオが制作された(バンドリーダーのジェイ・ケイはギャング映画が好きである)。電柱にお尋ね者の似顔絵が貼られるシーンや、車で逃げるシーンなどはアフター・アワーズに似ている。パーカッションを考慮して作曲したためドラム担当のマッキンジーが出演していると思われる。

## トラック・リスト
日本盤CDシングル
1. ブラック・カプリコーン・デイ (Radio Edit)　- 3:42
2. キャンド・ヒート (MAW Remix) - 8:26
3. スーパーソニック (Restless Soul Main Vocal) - 7:35
4. スーパーソニック (Sharp Razor Remix) - 7:05